# C/2014 H1 (Christensen)
C/2014 H1 (Christensen) — одна з довгоперіодичних комет. Ця комета була відкрита 24 квітня 2014 року; вона мала 17.9m на час відкриття.